# Thomas River (Gascoyne River)
Der Thomas River ist ein Fluss im Zentrum des australischen Bundesstaates Western Australia. Er liegt in der Region Gascoyne.

## Geographie

### Flusslauf
Der Fluss entspringt südlich des Double Peak in der Waldburg Range und fließt nach Westen bis zu seiner Mündung in den Gascoyne River der Polizeistation Woolshed.

### Nebenflüsse mit Mündungshöhen
Er hat folgende Nebenflüsse:
- Pink Hills Creek – 393 m
- Coondoondoo Creek – 325 m

### Durchflossene Seen
Er durchfließt folgende Seen/Stauseen/Wassertümpel:
- Murrumburra Pool – 329 m

### Bodenschätze
Im Goldabbaugebiet Thomas River – Gascoyne fand man in größeren Mengen Gold und Zinn.